# Yvonne Hak
Yvonne Hak (Alkmaar, 30 juni 1986) is een Nederlandse voormalige middellangeafstandsloopster, die was gespecialiseerd in de 800 m. Ze werd negen maal Nederlands kampioene in deze discipline. Haar grootste succes boekte ze op de EK van 2010 in Barcelona, waar ze aanvankelijk zilver won. Meer dan zes jaar na dato veranderde dat alsnog in goud na diskwalificatie van de oorspronkelijke winnares. Met haar persoonlijk record van 1.58,85 staat ze vierde op de Nederlandse ranglijst aller tijden achter Ellen van Langen, Sifan Hassan en Stella Jongmans (peildatum april 2024).

## Biografie

### Trainen met plezier
Haar eerste succes op nationaal niveau bij de senioren boekte Hak in 2006, toen zij Nederlands kampioene werd op de 800 m. Ze trainde toen al jaren bij Peter Winkel, de trainer die haar reeds als vijftienjarig jeugdatlete onder zijn hoede had gekregen en haar inmiddels van haver tot gort kende. Van een jeugdatleetje dat een enkele keer in de week naar de training kwam, voedde hij haar op tot een atlete die zeer gedisciplineerd trainde, al stond plezier in de training bij haar altijd voorop. Daarom stopte de studente in de medicijnen ook met haar reizen naar Papendal, twee tot drie keer elke week, om daar in haar eentje te trainen onder de supervisie van bondscoach Honoré Hoedt. Ze keerde terug naar haar club in Heerhugowaard, omdat ze liever haar trainingen in groepsverband afwikkelde.

### Titels, maar geen OS
In 2008 vervolgde Hak haar zegereeks op nationaal niveau. Begin dat jaar bleek zij tijdens de Nederlandse indoorkampioenschappen in Gent na een eindronde van 28,5 seconden te sterk voor Marjolein de Jong en Najla Jaber. Aan het begin van het outdoorseizoen later dat jaar behaalde ze bij de Fanny Blankers-Koen Games op de 800 m een vierde plaats in 2.00,10. Hiermee verbeterde de 21-jarige atlete haar pas twee weken oude PR met ruim twee seconden, maar miste de olympische limiet van 1.59,95. De Keniaanse Pamela Jelimo won de race in 1.55,76, de beste wereldprestatie van het jaar en een verbetering van het wereldrecord voor junioren. Ondanks de teleurstelling van het missen van de olympische limiet haalde Yvonne Hak op de Nederlandse kampioenschappen dat jaar wel haar volgende nationale titel op in 2.03,13.

### EK indoor
In februari 2009 prolongeerde Hak haar indoortitel. Ze liep de 800 m op de Nederlandse indoorkampioenschappen in 2.04,46, een indoor-PR. Ze liet daarbij Machteld Mulder (zilver) en Marjolein de Jong (brons) achter zich. Kwalificatie voor de Europese indoorkampioenschappen in Turijn in maart zat er evenwel nog net niet in. Daartoe had ze 2.03,80 moeten lopen. Een week later nam ze echter ook die hindernis: tijdens indoorwedstrijden in Birmingham eindigde de Hera-atlete op de 800 m als vierde in 2.02,30, ruim onder de limiet. De pupil van Peter Winkel kon zich gaan opmaken voor haar eerste optreden op een groot internationaal toernooi.
In Turijn verliepen de zaken niet, zoals Yvonne Hak zich die had voorgesteld. In haar serie liet ze zich verrassen toen zij, op de tweede plaats liggend achter de Britse Jenny Meadows, vlak voor de finish werd voorbijgesprint door de Russin Maria Savinova. Haar 2.04,10 was echter goed genoeg om door te gaan naar de halve finale. Hierin kwam Hak vanaf het begin achter in het veld terecht en van die plek kwam ze niet meer af. In 2.07,14 werd ze teleurgesteld zesde en was het toernooi voor haar voorbij. 'Het ging in het begin erg hard en ik wilde niet in het gedrang komen. Ik dacht na 400 meter wel aansluiting te kunnen krijgen, maar ik blokkeerde helemaal. Dit is héél vervelend. Als je met een goede tijd vierde wordt, is het niet zo erg. Maar hier baal ik heel erg van.' Een goede les voor een volgende keer was het wel.

### Pech
In 2009 kon ze het geleerde nauwelijks in praktijk brengen. Bij een Golden League wedstrijd in Rome blesseerde Hak haar kuit. Ze liep haar 800-meterrace overigens nog wel uit en finishte als negende in 2.02,82. Wat eerst op een verrekking leek, openbaarde zich na onderzoek als een scheur in haar kuitspier. De vijf tot zeven weken die het herstel in beslag namen betekenden, dat voor haar het seizoen 2009 en dus ook eventuele deelname aan de WK in Berlijn definitief van de baan waren. De Heerhugowaardse reageerde vrij gelaten: "Heb me erbij neergelegd en ga mijn studie maar weer oppakken."
Door haar blessure kon Hak tussen juni en september niet trainen, waarna ze in het najaar van 2009 de draad weer oppakte met vooral veel duurtrainingen. Daarnaast concentreerde zij zich in die periode op de coschappen die zij in verband met haar medicijnenstudie moest lopen.

### Focus op EK Barcelona
In januari 2010 verbleef zij een maand in een trainingskamp in het Zuid-Afrikaanse Potchefstroom. Ze kwam hierdoor begin februari weliswaar goed beslagen ten ijs op de Nederlandse indoorkampioenschappen in Apeldoorn, maar vond dat ze nog te weinig aan specifiek snelheidswerk had gedaan. Haar doel was dan ook om in Apeldoorn gedurende twee achtereenvolgende dagen bij wijze van training snelle races te lopen ter voorbereiding op de Europese kampioenschappen in Barcelona, eind juli. In die opzet slaagde zij. Liep Hak op zaterdag op de 800 m in haar serie een solorace, die ze in 2.03,25 beëindigde, een dag later ging het in de finale nog een tandje harder en kwam ze uit op 2.03,05. Beide tijden gaven haar recht op een ticket voor de WK indoor in Doha in maart, maar de atlete van AV Hera bleef bij haar besluit: Doha zou ze overslaan.

### Veldloopkampioene
In maart nam Yvonne Hak voor het eerst in haar carrière deel aan de Nederlandse veldloopkampioenschappen, zij het op de korte afstand. Het bleek een goed tussenstation, dat zij winnend afsloot, al moest ze er wel voor vechten. 'Ik heb nog niet eerder een medaille gewonnen op het NK Cross. Ik ben ook nog nooit zo diep gegaan tijdens een cross, maar vandaag kon ik door blijven vechten. Ik was supergemotiveerd om te winnen', zei ze na de finish. 'Marije, met wie ik veel train, en ik fokten elkaar goed op.'

### Op schema
Aan het begin van het buitenseizoen van 2010 deed Hak vervolgens enkele goede ervaringen op. Eind mei won zij in Ostrava tijdens de Golden Spike een 800 m in 2.00,5. Dat was niet alleen een goede tijd, maar ook direct binnen de EK-limiet van 2.00,83, waardoor deelname aan de EK in één klap was zeker gesteld. Dat gaf haar voldoende vertrouwen om zich in alle rust voor te bereiden op het belangrijkste toernooi uit haar loopbaan tot dan toe. Hierdoor ging het op enkele volgende wedstrijden wat minder, maar toen zij begin juli tijdens de 28e Meeting de Atletismo Madrid 2010 in een internationaal veld naar een overtuigende overwinning snelde in een handgeklokte 1.59,2, nadat de elektronische tijdwaarneming had gehaperd, wist ze zeker dat ze op schema zat voor Barcelona. Want zelfs met foutmarge plus handtijd-correctie was die 1.59,2 sneller dan haar PR van 1.59,98. Enkele weken later liep zij op de NK in Amsterdam na een spannend gevecht met Susan Kuijken naar een tijd van 2.01,28; zo hard was er op een NK nog niet eerder gelopen.

### Zilver wordt goud
Op de EK van 2010 liet Yvonne Hak vervolgens zien, wat zij sinds Turijn 2009 had bijgeleerd. In Barcelona maakte ze indruk door in 2.00,35 relatief simpel door de series te komen. In de finale nam ze vanaf de start de tweede plaats in; in de slotmeters kon niemand haar voorbij sprinten, hield ze haar positie vast en kwam ze binnen in een nieuw persoonlijk record van 1.58,85 achter de Russische Maria Savinova, die het goud pakte. Met haar tijd steeg Hak naar de negende plaats op de ranglijst van de IAAF van de beste 800-meterloopsters van 2010. Overigens werd de naam van Savinova vijf jaar later nadrukkelijk met dopinggebruik in verband gebracht. Uiteindelijk werd Savinova op 10 februari 2017 door het Internationaal Sporttribunaal (TAS) wegens dopinggebruik voor vier jaar geschorst en werden bovendien alle uitslagen van haar tussen 26 juli 2010 en 19 augustus 2013 geschrapt. En zo werd Yvonne Hak, meer dan zes jaar na dato, alsnog gekroond tot Europees kampioene van 2010. Zij ontving de medaille, uit handen van IAAF-bestuurslid Sylvia Barlag, tijdens de Fanny Blankers-Koen Games op 11 juni 2017.
Opvallend detail van haar race was, dat Hak haar prestatie in hetzelfde stadion leverde en vanuit dezelfde baan startte als in 1992 Ellen van Langen, toen die haar olympische titel veroverde. Hak was na Gerda Kraan (goud in 1962) de tweede Nederlandse atlete die tijdens een EK op een 800 m eremetaal veroverde.
Yvonne Hak was aangesloten bij AV Hera in Heerhugowaard en studeerde medicijnen aan de Universiteit van Amsterdam.

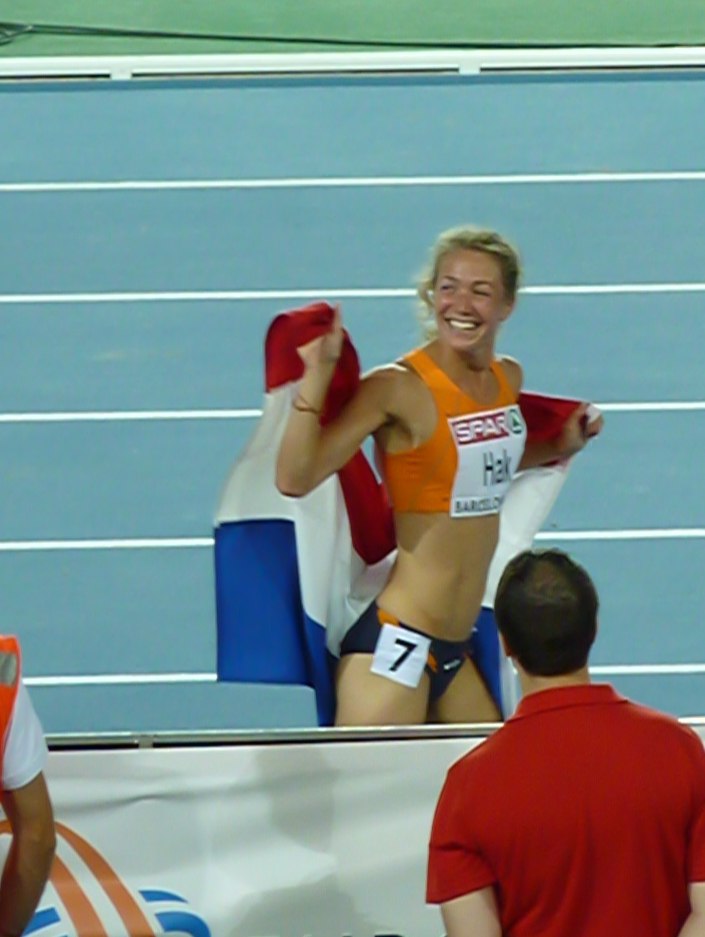
Yvonne Hak na haar finalerace in Barcelona 2010, die haar uiteindelijk de Europese titel zou opleveren.

## Kampioenschappen

### Internationale kampioenschappen
| Onderdeel | Titel              | Jaar |
| --------- | ------------------ | ---- |
| 800 m     | Europees kampioene | 2010 |

### Nederlandse kampioenschappen

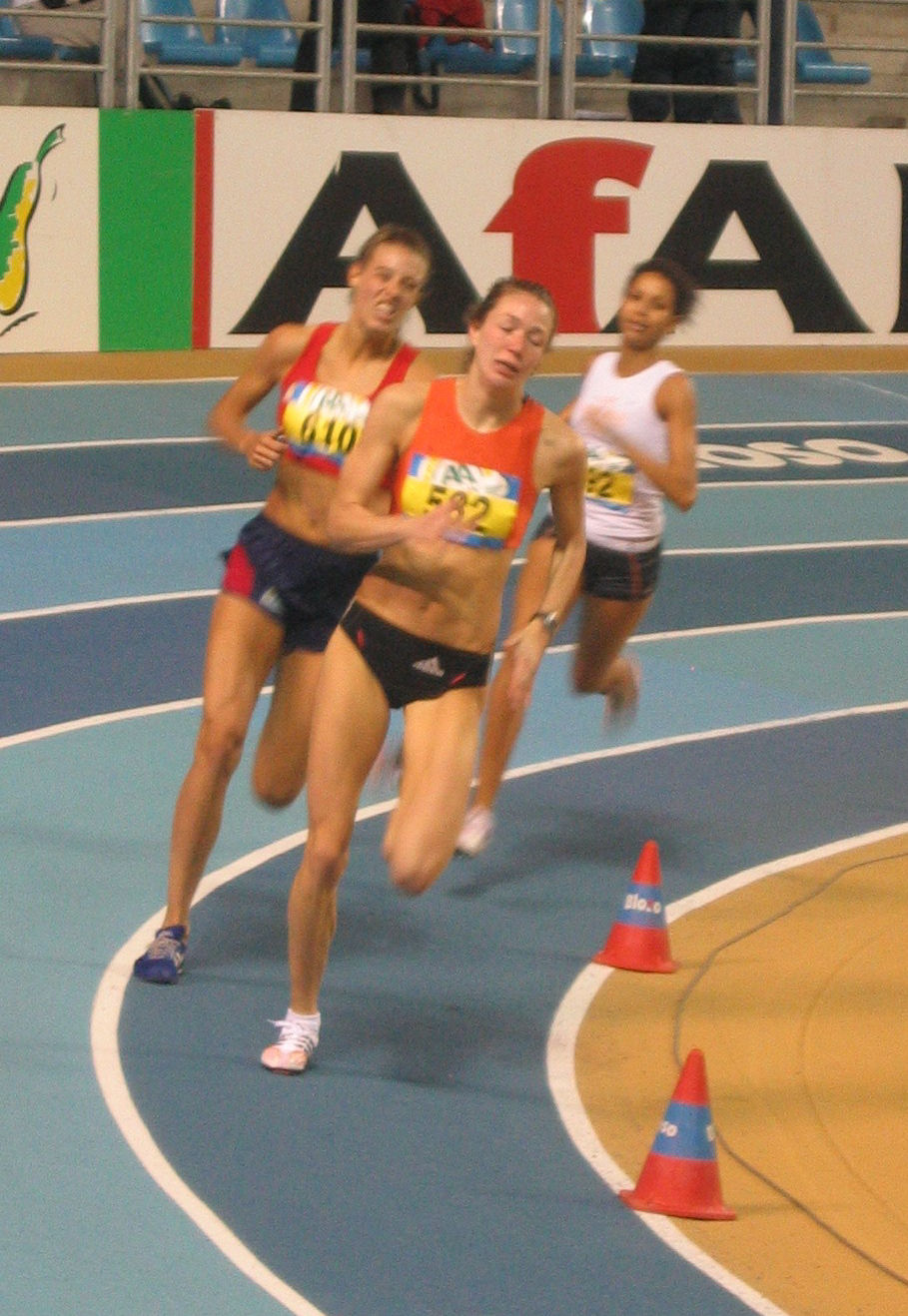
Yvonne Hak aan de leiding op de 800 m tijdens de NK indoor '08.

Outdoor
| Onderdeel                 | Jaar                         |
| ------------------------- | ---------------------------- |
| 800 m                     | 2006, 2008, 2010, 2011, 2013 |
| veldlopen (korte afstand) | 2010                         |

Indoor
| Onderdeel | Jaar                   |
| --------- | ---------------------- |
| 800 m     | 2008, 2009, 2010, 2014 |
| 1500 m    | 2011                   |

## Persoonlijke records
Outdoor
| Onderdeel    | Prestatie | Datum            | Plaats    |
| ------------ | --------- | ---------------- | --------- |
| 400 m        | 55,69 s   | 17 mei 2009      | Zwolle    |
| 800 m        | 1.58,85   | 30 juli 2010     | Barcelona |
| 1000 m       | 2.41,30   | 6 september 2013 | Brussel   |
| 1500 m       | 4.16,21   | 23 mei 2009      | Rabat     |
| 400 m horden | 61,62 s   | 2 september 2007 | Vught     |

Indoor
| Onderdeel | Prestatie | Datum            | Plaats     |
| --------- | --------- | ---------------- | ---------- |
| 800 m     | 2.02,30   | 21 februari 2009 | Birmingham |
| 1500 m    | 4.21,83   | 13 februari 2011 | Apeldoorn  |

## Palmares

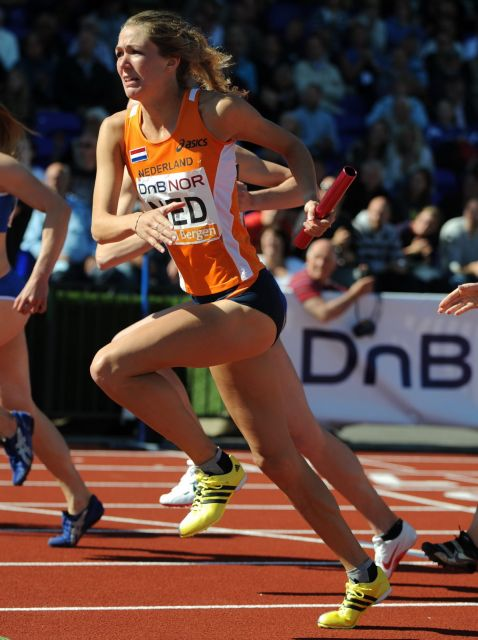
Tijdens de EK voor landenteams 2009

### 800 m
- 2006: 4e NK indoor – 2.13,67
- 2006:  NK – 2.14,30
- 2007:  NK indoor – 2.10,42
- 2008:  NK indoor – 2.11,57
- 2008:  NK – 2.03,13
- 2009:  NK indoor – 2.04,46
- 2009: 6e in ½ fin. EK indoor – 2.07,14 (in serie 2.04,10)
- 2010:  NK indoor – 2.03,05
- 2010:  Golden Spike te Ostrava – 2.00,53
- 2010: 7e FBK Games – 2.03,60
- 2010: 12e Diamond League in Rome – 2.01,57
- 2010:  28e Meeting de Atletismo te Madrid – 1.59,2 (ht)
- 2010:  NK – 2.01,28
- 2010:  EK - 1.58,85 (na DQ Maria Savinova)
- 2011: 9e Bislett Games - 2.00,30
- 2011:  NK - 2.05,54
- 2011: 6e in serie WK - 2.03,05
- 2013:  NK - 2.07,77
- 2013: 7e Flame Games te Amsterdam - 2.03,15
- 2014:  NK indoor – 2.04,23
- 2014: 10e FBK Games - 2.12,26
- 2014: 4e Nijmegen Global Athletics - 2.09,62
- 2014: DNF NK (in serie 2.10,44)

### 1000 m
- 2012:  Ter Specke Bokaal te Lisse - 2.41,48
- 2013: 10e Memorial Van Damme - 2.41,30

### 1500 m
- 2011:  NK indoor - 4.21,83

### veldlopen
- 2010:  NK veldlopen te Hellendoorn (korte afstand = 2685 m)
- 2010:  Warandeloop (korte cross = 2000 m) - 6.05
- 2011: 4e NK veldlopen te Hellendoorn (korte afstand)

## Onderscheidingen
- AU-atlete van het jaar - 2010
- Lid van Verdienste van de Atletiekunie - 2020[8]